# Блок Юлии Тимошенко
Блок Ю́лии Тимоше́нко (БЮТ, укр. Блок Юлії Тимошенко) — блок партий на Украине. Принимал участие в парламентских выборах 2002, 2006, 2007 годов. Также участвовал в выборах в местные органы власти.

## Создание блока
Первоначально был создан для участия в выборах в Верховную Раду в 2002, где получил 7,26 % голосов (21 из 450 мест) и по результатам выборов сформировал самостоятельную фракцию.
Первоначальный состав блока:
- Всеукраинское объединение «Батькивщина»
- Украинская республиканская партия «Собор»
- Украинская социал-демократическая партия

БЮТ стал одной из основных политических сил в ходе «Оранжевой революции» на Украине в 2004. Его представители входили в состав правительства Юлии Тимошенко (февраль — сентябрь 2005), но, в основном, покинули его после её отставки.

## Парламентские выборы 2006 года
27 ноября 2005 состоялся предвыборный съезд БЮТ в преддверии парламентских выборов (март 2006). Глава предвыборного штаба — бывший руководитель Службы безопасности Украины Александр Турчинов — объявил, что название блока остаётся прежним, но войти в него готовы только «Батькивщина» и Украинская социал-демократическая партия.
Партия «Собор», возглавляемая Анатолием Матвиенко, присоединилась к блоку Виктора Ющенко (Народный Союз «Наша Украина»).
Переговоры БЮТ с партией «Реформы и порядок» (ПРП) Виктора Пинзеника ни к чему не привели, тем более что Пинзеник являлся министром финансов в правительстве Юрия Еханурова. Консенсус был достигнут лишь годом позже, уже после выборов — 20 октября 2006 ПРП вошла в состав БЮТ.
На выборах блок уступил лишь Партии регионов, набрав 22,29 % (5 652 876) голосов, и получил 129 из 450 мест в парламенте .
Лидеры выборов по округам:
Результаты БЮТ по округам:
Максимальную поддержку БЮТ получил в Киевской области (44,54 %). Хорошие результаты получены в Сумах, Умани, Хмельницком, Луцке и Киеве — преимущественно в Центральной, Северной Украине, на Волыни. Минимальная поддержка в Донбассе: Донецкая область — 2,47 %. Подробнее см. здесь.

## Весна — лето 2006
Первые три месяца, прошедшие после парламентских выборов, ушли на создание «оранжевой» правительственной коалиции. Быстрому достижению договорённости мешали претензии Юлии Тимошенко на пост премьер-министра и Александра Мороза — на пост спикера Верховной рады. Наконец 22 июня 2006 было официально объявлено о результатах переговоров трёх политических сил, вошедших в коалицию, и распределении между ними ключевых постов. В «Оранжевую» коалицию вошли БЮТ, Народный Союз «Наша Украина» и СПУ.
Блок Юлии Тимошенко получал пост премьер-министра, полный контроль над экономическим блоком правительства, а также посты руководителей НАК «Нафтогаз Украины», Фонда государственного имущества и государственного комитета по теле- и радиовещанию, налоговой администрации, государственного казначейства.
Между членами коалиции были распределены и все руководящие посты в Верховной раде.
Однако Партия регионов и Коммунистическая партия Украины, не получившие ни одного руководящего поста, прибегли к блокированию зала заседаний Рады для того, чтобы не допустить «пакетного» голосования по кандидатурам премьер-министра и председателя Верховной рады, которое, по мнению «оранжевой коалиции», должно было закрепить достигнутые межпартийные договорённости.
Участники «оранжевой» коалиции через некоторое время, под давлением президента Виктора Ющенко, оказались вынуждены пойти на переговоры с оппозицией для достижения некоего компромисса. Лишь к 6 июля 2006 года было достигнуто компромиссное соглашение, однако в ходе выдвижения кандидатур на пост председателя Верховной рады Александр Мороз неожиданно нарушил договорённости, выставил свою кандидатуру и одержал победу. Фракции «Нашей Украины» и Блока Юлии Тимошенко в выборах спикера участвовать отказались, обвинив Мороза в «предательстве» и развале коалиции.
7 июля 2006 года было подписано соглашение о создании новой, «антикризисной», коалиции парламентского большинства, в которую вошли Партия регионов, Социалистическая партия Украины и Коммунистическая партия Украины. Александр Мороз отозвал свою подпись под соглашением о создании «оранжевой» коалиции, которая, таким образом, прекратила своё существование, не продержавшись и двух недель. Первым же шагом нового блока стало выдвижение кандидатуры Виктора Януковича на пост премьер-министра. Юлия Тимошенко потребовала от президента Виктора Ющенко распустить Верховную раду. Ющенко же призвал к формированию так называемой широкой коалиции с участием «Нашей Украины».
Весь июль Виктор Ющенко отказывается вносить в парламент кандидатуру одного из своих главных политических оппонентов, Виктора Януковича, на пост премьер-министра — кроме того, Ющенко не устраивает то, что его партия «Наша Украина» таким образом не будет представлена в правительственной коалиции. В конце концов президент предлагает всем парламентским партиям подписать «Универсал национального единства» — документ, которым были бы закреплены принципы деятельности нового правительства. 3 августа состоялось торжественное подписание Универсала национального единства. Универсал подписали лидеры всех парламентских фракций, кроме Юлии Тимошенко.
В Верховной раде представители БЮТ возглавили комитеты:
- по вопросам экологической политики, природопользования и ликвидации последствий Чернобыльской катастрофы (Валерий Кальченко),
- по вопросам семьи, молодёжной политики, спорта и туризма (Николай Томенко),
- по вопросам свободы слова и информации (Андрей Шевченко),
- по вопросам строительства, градостроительства и ЖКХ (Юрий Сербин),
- по вопросам аграрной политики и земельных отношений (Михаил Гладий),
- по вопросам культуры и духовности (Владимир Яворивский).
- специальную контрольную комиссию по вопросам приватизации (Андрей Кожемякин).

## Осень 2006
22 сентября 2006 депутаты БЮТ и три члена фракции СПУ подписали соглашение о создании в Верховной раде парламентской оппозиции во главе с Юлией Тимошенко. Николай Томенко, Александр Турчинов (оба — представители БЮТ) и Иосиф Винский стали её заместителями.
20 октября к БЮТ присоединилась партия «Реформы и порядок» (ПРП).
Тем временем в течение августа — сентября 2006 «Наша Украина» вела переговоры об участии в широкой правительственной коалиции. Эти переговоры, однако, не привели к соглашению, и 4 октября лидер парламентской фракции «Наша Украина» Роман Бессмертный заявил, что НСНУ переходит в оппозицию к действующему правительству Виктора Януковича и широкой правительственной коалиции и отзывает своих министров из правительства.
«Наша Украина» объявила о намерении вести консультации о возможности вхождения в межфракционную парламентскую оппозицию, которую возглавляет Юлия Тимошенко. Для сотрудничества с БЮТ лидер «Нашей Украины» предложил создать конфедерацию «Европейская Украина». Юлия Тимошенко заявила, что не собирается делиться с «Нашей Украиной» статусом главной оппозиционной силы, а тем более подписывать какие-либо соглашения.
В ходе сессии Верховной рады фракция БЮТ призывала за отмену политической (конституционной) реформы, соглашение о которой было подписано противоборствующими сторонами во время «Оранжевой революции», и возвращение президенту Ющенко полномочий, предусмотренных Конституцией 1996 года. В ситуации, когда правящая коалиция располагала достаточной силой, чтобы не допустить такого пересмотра, Юлия Тимошенко стала предлагать провести внеочередные парламентские выборы, чтобы вывести страну из «конституционного кризиса», в который, по её мнению, завели Украину Секретариат президента и Кабинет министров, не желающие идти на компромисс.
Ещё в декабре 2006 Юлия Тимошенко заявляла, что её блок никогда не проголосует за закон «О кабинете министров».

## 2007
12 января 2007, однако, депутаты «антикризисной коалиции» и фракции БЮТ преодолели вето президента на закон «О Кабинете министров» и приняли в первом чтении закон «О парламентской оппозиции». Такое голосование стало возможным благодаря политическому соглашению, вне которого остались лишь депутаты от «Нашей Украины». Сторонники Юлии Тимошенко в ночь с 11 на 12 января договорились с «антикризисной коалицией» Виктора Януковича о преодолении президентского вето и о том, что взамен правящая коалиция поддержит Закон о парламентской оппозиции, который должен был дать преимущества БЮТ как главной оппозиционной фракции — право возглавлять бюджетный комитет, занимать посты первых заместителей глав всех парламентских комитетов, создавать теневое правительство, а также влиять на формирование персонального состава Счётной палаты, совета Национального банка и Высшего совета юстиции. Представители парламентской оппозиции были бы вправе принимать участие в заседаниях кабмина.
В свою очередь, вступление в силу закона «О Кабинете министров» должно было привести к тому, что президент окончательно утратил бы влияние на действия органов исполнительной власти, что означало бы переход Украины от парламентско-президентской к парламентской форме государственного управления.
Юлия Тимошенко так объяснила причины того, что БЮТ проголосовал за преодоление вето президента: «Фракция проголосовала так для того, чтобы навести порядок и не позорить страну на весь мир внутриполитическими скандалами».
В марте правящая «антикризисная» коалиция начала активно расширяться за счёт депутатов оппозиционных фракций, в том числе БЮТ. При продолжении этого процесса парламентская коалиция могла бы получить конституционное большинство, что позволило бы ей преодолевать президентское вето и вносить изменения в Конституцию — а этого президент Ющенко не мог допустить.
2 апреля Виктор Ющенко подписал указ «О досрочном прекращении полномочий Верховной рады» и назначил внеочередные выборы народных депутатов на 27 мая. На стороне президента выступила объединённая оппозиция, в которую вошли три основных политических силы — Блок Юлии Тимошенко, блок политических партий «Наша Украина» и общественное движение «Народная самооборона» Юрия Луценко. Это положило начало затяжному политическому кризису и привело к досрочным парламентским выборам.

### Досрочные парламентские выборы
На выборы Блок Юлии Тимошенко выставил список из 449 кандидатов (список (укр.)), который возглавили Юлия Тимошенко, Александр Турчинов, Николай Томенко и Иосиф Винский.
В состав блока вошли:
1. Всеукраинское объединение «Батькивщина» (Всеукраїнське об`єднання «Батьківщина»)
2. Партия «Реформы и порядок» (ПРП) (Партія «Реформи і порядок»)
3. Украинская социал-демократическая партия (УСДП) (Українська соціал-демократична партія).

Ещё 18 июля руководитель избирательного штаба блока «Наша Украина — Народная самооборона» Виктор Балога сообщил, что НУНС намерен подписать с БЮТ соглашение о создании коалиции «демократического большинства» в Верховной раде VI созыва, основывающееся на договорённостях о совместной работе в оппозиции, достигнутых фракциями «Наша Украина» и БЮТ в феврале 2007 года. Соглашение должно было официально закрепить запрет на возможность создания парламентского большинства с участием Партии регионов, КПУ и СПУ. В документе планировалось закрепить механизм распределения должностей в случае победы на выборах — должности в правительстве должны быть разделены поровну, при этом блок, получивший больше голосов, должен был получить пост премьер-министра, а второй блок — пост председателя Верховной рады.
23 августа Юлия Тимошенко встретилась с президентом Украины Виктором Ющенко, и они договорились о сотрудничестве БЮТ и НУНС на время избирательной кампании и подтвердили, что планируют создать коалицию после выборов.
В результате голосования, прошедшего 30 сентября 2007 года, БЮТ занял второе место, получив 30,71 % голосов и 156 мест в парламенте, увеличив таким образом своё представительство на 27 депутатских мест. Число избирателей, проголосовавших за БЮТ, выросло почти на 1,5 млн человек.